# Світловодськ
Світлово́дськ (у 1961–1962 роках — Хрущов, у 1962–1969 роках — Кремгес) — місто в Олександрійському районі Кіровоградської області, центр Світловодської міської громади. Розташовано на Кременчуцькому водосховищі, на відстані 320 км від Києва.

## Географія
Основна частина Світловодська стоїть на кручах Табурищанського мису понад правим берегом Кременчуцького водосховища і тягнеться від споруд Кременчуцької ГЕС до великої затоки водосховища у місці, де в Дніпро впадає річка Цибульник. Місто має також низинну частину (район Табурища) з переважно приватною забудовою. З півдня і південного сходу від міста знаходяться значні лісові масиви, зі сходу — дніпровські плавні. Місто розташоване на хвилястій рівнині. Найвища точка (198 м) знаходиться на південь від міста. Клімат помірно континентальний. Середня температура січня становить −5,4 °С, липня +21,4 °С. Середньорічна кількість опадів — 450 мм. Місто розташоване на Кременчуцькому водосховищі на Дніпрі. У ґрунтовому покриві переважають типові чорноземи.

### Міське середовище
Зелені насадження оточують місто практично з усіх сторін, входять у житлові квартали. Центральна вулиця обсаджена пірамідальними тополями, на вулиці Шевченка ростуть липи, на вулиці Гагаріна — каштани. У місті декілька парків і скверів, мальовничий вигляд має набережна, що пролягає вздовж берегів Кременчуцького водосховища і разом з прибережною зеленою зоною охоплює місто зі сходу і півночі.
Окрім цього, у самому центрі міста майже на стогектарній території розкинувся лісовий масив з насаджень сосни звичайної, акації білої, клену та інших порід дерев. Тут облаштований парк культури і відпочинку ім. Т. Г. Шевченка з літнім концертним залом на 2 тисячі місць, численними атракціонами, ігровими майданчиками та тенісними кортами. На території парку, біля центрального входу, встановлено пам'ятник Тарасу Григоровичу Шевченку, висічений із червоного граніту.

### Природно-ресурсний потенціал
На території міста основними дослідженими родовищами є: Табурищанське родовище граніту, Золотарівсько-Ревівське родовище мергелю, Ревівське родовище глини, Власівське родовище граніту.
Природні запаси підземних вод становлять 27,1 млн м3. Головні джерела водопостачання — Кременчуцьке водосховище, артезіанські свердловини, шахти, колодязі. Зелені масиви й насадження загального користування в межах міста займають 325 га, на одного жителя припадає 36,3 м ² зелених насаджень. У місті насаджено 164 види дерев і кущів (одного лише клена 12 видів).
Кожна вулиця міста має своє неповторне зелене вбрання: вул. Героїв України — пірамідальні тополі, вул. Приморська — білі акації, вул. Єгорова — чорні тополі, вул. Шевченка — липи, вул. Гагаріна — каштани.
У самому центрі міста розташовано Парк культури і відпочинку ім. Т. Шевченка. Це лісовий масив площею 109 га, де переважають кримська і сибірська сосна, клени, акації, квітучі кущі.
Загальна площа території держлісфонду Світловодського держлісгоспу становить 17 495 га, у тому числі вкритої лісом — 16 099,5 га. У місті та районі налічується більше 10 рибальських господарств. У промислових уловах домінують такі види: плотва, лящ, товстолобик.

## Історія

### Крилів-Новогеоргіївськ

Місцевість на місці Світловодська у 19 сторіччі.

Крамниці в Новогеоргіївську, початок ХХ ст.

Перша писемна згадка про край датується 1190 р. «Київським літописом» і представляє землі на яких виник Крилів — місцем для ловів князів .
1615 р. польська адміністрація при впадінні річки Тясмину до Дніпра заснувала укріплене містечко Крилів, що мало стратегічне положення, контролюючи переправи через обидві річки. Як місто, Крилів був започаткований в червні 1615 р. : "Коли польський король на прохання старости Чигиринського Даниловича дарував Крилову Магдебурзьке право.
В цих краях відбувалися часті бої козаків, поляків і татар; зокрема під час козацького повстання 1625 р. козаки під проводом Марка Жмайла билися біля Крилова з поляками, 1662 — війська Юрія Хмельницького з росіянами. В 1625 р. біля села Таборища відбулася битва козаків з польським військом, яка відома під назвою прийнятої угоди — Куруківської. Відомо, що в Крилові була козацька скарбниця. Село Таборище своєю назвою зобов'язане табору козаків. Так, 1647 роком датується перебування в Крилівській фортеці в ув'язненні Богдана Хмельницького.
До будівництва міста й Кременчуцької греблі на території міста існували поселення: Городець, Таборище, Попівка, Чорноморівка, Скобіївка, Білоконівка, Новоселки.
На місці теперішнього спортивного комплексу стояла церква в стилі українського барокко, збудована на кошти Петра Сагайдачного. Про неї писав поет-земляк, «Почесний громадянин» Світловодська Віктор Соколов.
В 1732 р. слобода була підпорядкована Миргородському полку, а в 1741 р. стала сотенним містечком під назвою Крилов шанець. У 1752—1764 роках у Табурищі була 2 рота новосербського Пандурського полку.
У 19 ст. це було заштатне містечко Олександрійського повіту Херсонської губернії; 1822 р. перейменоване на Новогеоргіївськ; 1845-53рр. в Новогеоргіївську служив унтер-офіцером кірасирського полку російський поет Афанасій Фет. 1897 р. — 11 600 жит., 1926 р. — 5100 жит.

### Історія Світловодська
25 березня 1954 року Рада Міністрів СРСР ухвалила рішення про початок будівництва Кременчуцького гідровузла на Дніпрі, яке і почалося з квітня-травня 1954 р.
Одночасно з гідровузлом за генеральним планом, розробленим в комплексі з основними спорудами ГЕС, будували селище гідробудівників: за 1954 і першу половину 1955 року ввели в експлуатацію 5182 м² житлової площі, 2 їдальні, клуб, літній кінотеатр, школу, лікарню на 25 ліжок тощо. 1956 року житлова площа збільшилася ще на 18 тис. м². Головні квартали міста розмістили вздовж берега Кременчуцького водосховища на високому Табурищанському мисі, вкритому лісом. В основу архітектурної структури міста покладено прямокутну сітку вулиць. Паралельно до берега пройшло три магістралі: Набережна — вздовж парку, Приморська вулиця, забудована тільки з одного боку і звернута фасадом до моря, та головна магістраль — вулиця Героїв України, що тягнеться від греблі до вершини Табурищанського мису. Спочатку вулиця звалася проспектом Леніна, згодом — вулицею Леніна. Колишні лісові масиви перетворили на центральний парк культури і відпочинку ім. Т. Г. Шевченка та лісопарк. Вздовж вулиць і на площах було висаджено багато фруктових і декоративних дерев.
Спорудження ГЕС і водосховища вимагало перенести на нові місця деякі населені пункти району, зокрема Новогеоргіївськ. 17 березня 1961 року селище гідробудівників Кременчукгесбуду, до складу якого ввійшло і давнє село Табурище, та перенесений із зони затоплення Новогеоргіївськ об'єднали в одне місто, яке назвали на честь тодішнього першого керівника СРСР Микити Хрущова — Хрущов, дарма що за кілька років до цього в СРСР почала діяти прийнята з ініціативи самого ж М. Хрущова заборона називати міста іменами живих керівників держави. Вдруге відвідавши влітку 1962 року нове місто, Хрущов дав прочухана за це місцевим керівникам, і наступного ж дня радянські газети вийшли з інформацією про те, що Перший секретар ЦК КПРС М. С. Хрущов відвідав місто КремГЕС. 25 жовтня 1962 року Президія Верховної Ради УРСР присвоїла місту назву КремГЕС.Так місто і називалося до 1969 року, коли його перейменували на Світловодськ.
Населення міста сягало тоді майже 35 тис. осіб. Генеральний план забудови Світловодська тих часів, складений Харківським філіалом державного Інституту проектування міст, передбачав, що у 1980 році місто матиме вже 100 тис. жителів, і на початку 1970-х в ньому збиралися навіть прокладати тролейбусну лінію.
У 1956 році на будівництві Кременчуцької ГЕС побував кінорежисер і письменник Олександр Довженко, а через два роки тут знімались окремі кадри «Поеми про море». Перед зодчими ГЕС виступали письменники О. Гончар, О. Корнійчук, А. Малишко, В. Василевська та інші. Влітку 1957 року тут гостював Павло Тичина.
5 серпня 1974 р. село Ревівка (разом з землями села загальною площею 341,5 га) Світловодської міськради включено в смугу міста Світловодська.

## Населення

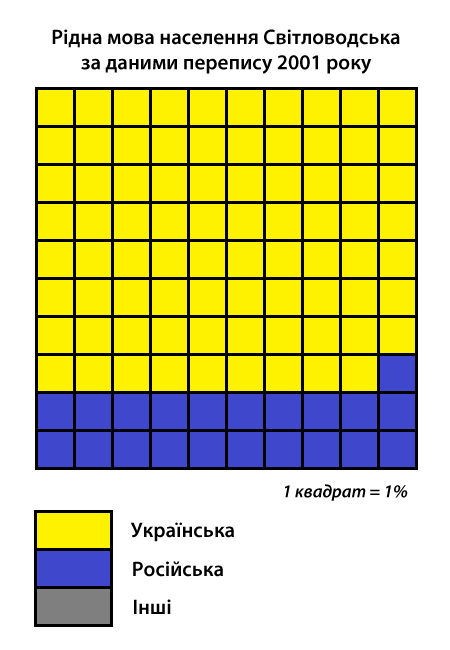
Рідна мова населення Світловодська за даними перепису 2001 року

### Чисельність
| Рік  | Кількість населення |
| ---- | ------------------- |
| 1970 | 34 тис.             |
| 1975 | 49,4 тис.           |
| 1989 | 56 тис.             |
| 2001 | 50 тис.             |

### Національний склад
Розподіл населення за національністю за даними перепису 2001 року:
| Національність  | Відсоток |
| --------------- | -------- |
| українці        | 98.31%   |
|                 |          |
| білоруси        | 0.63%    |
| цигани          | 0.22%    |
| вірмени         | 0.14%    |
| молдовани       | 0.10%    |
| інші/не вказали | 0.60%    |

### Мова
Розподіл населення за рідною мовою за даними перепису 2001 року:
| Мова            | Кількість | Відсоток |
| --------------- | --------- | -------- |
| українська      | 39317     | 78.73%   |
| російська       | 10366     | 20.76%   |
| циганська       | 87        | 0.17%    |
| білоруська      | 68        | 0.14%    |
| вірменська      | 33        | 0.07%    |
| болгарська      | 5         | 0.01%    |
| інші/не вказали | 62        | 0.12%    |
| Усього          | 49938     | 100%     |

## Релігія

### Християнство
- Покровський собор ПЦУ[14]
- Церква Введення Богородиці
- Церква Миколая Чудотворця[15]
- Церква святих Петра і Павла

## Промисловість

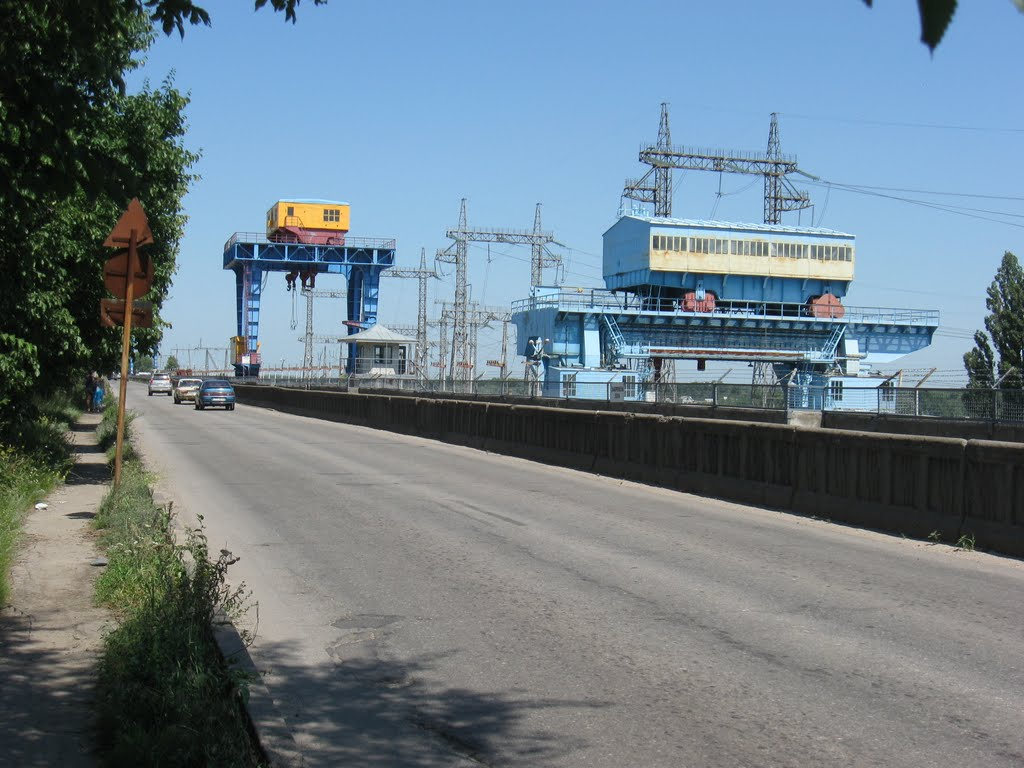
Кременчуцька ГЕС

Місто Світловодськ має потужний виробничий потенціал та соціальну інфраструктуру. Наявність Кременчуцької гідроелектростанції та створеної у зв'язку з її будівництвом потужної будівельної індустрії, водних ресурсів, залізничних колій та інших умов сприяють розвитку промисловості. У місті діють підприємства легкої, харчової та переробної промисловості.
Промисловий комплекс міста утворюють 15 великих підприємств.

### Електроенергетика
- Кременчуцька гідроелектростанція;

### Промисловість будівельних матеріалів
- ТДВ «Об'єднання Дніпроенергобудпром» — знаходиться в смт. Власівка, виробництво одно — і двоповерхових споруд для промислових потреб, гаражів, складів залізобетонних стояків ліній електропередач та зв'язку, вироби для промислового будівництва, траверс для залізобетонних опор ЛЕП, металоформ для залізобетонних виробів, металевої єврочерепиці, пиломатеріалів, столярних виробів, стінових і покрівельних панелей з оцинкованого сталевого профільованого листа, блок-контейнерів для житла піонерних поселень, піску, каменещебеневої продукції, каміння бутового, гранульованого відсіву;
- ТОВ «Світловодський завод адсорбентів» (колишній АТЗТ «Спецзалізобетон») —виробництво залізобетонних опор низьковольтних ліній електропередач, адсорбенту для очищення трансформаторних масел;[17][18]
- ДП «Світловодський завод силікатних виробів;[19]
- ТОВ «Світловодський завод металевих конструкцій»;[20]
- ВАТ «Світловодський завод теплоізоляційних та будівельних матеріалів» — вироби з пінополіуретану у виглядіплит різної товщини, напівциліндрів та суцільноізольованих труб різного діаметра для утеплення різних приміщень та трубопроводів.

### Машинобудування
- ВАТ «Олімп» — станції тропосферного та електрозв'язку, кормозбиральні комбайни, котли опалювальні, телемагнітоли, радіопристрої (зокрема, радіоприймачі «Олімпік»), магнітоли, ланцюги для сільськогосподарської техніки, каркаси офісних меблів, деталі та вироби з пластмас;
- ВАТ "Світловодський машинобудівний завод"

### Кольорова металургія
- ТОВ «Силікон», ВАТ «Чисті метали» — напівпровідникова продукція — виготовлення у великих розмірах зливків та пластин кремнію та арсеніду галію, які застосовуються для виготовлення сонячних елементів та батарей, електронних та електронно-оптичних приладів;
- ВАТ «Придніпровське управління Запорізького алюмінієвого комбінату» — вироби з алюмінієвого профілю, геліонагрівачі);
- Світловодський казенний комбінат твердих  сплавів і тугоплавких металів (с. Павлівка).

Станом на 2000 рік ВАТ «Олімп», ВАТ «Чисті метали» та Світловодський казенний комбінат твердих сплавів і тугоплавких металів були включені до переліку підприємств, які мають стратегічне значення для економіки і безпеки держави.

### Легка (місцева) промисловість
- TOB «Світловодський завод «Луч» — виготовляє ранцеві оприскувачі «Ера», садово-городній інвентар, вироби з пластмас, географія поставок — Україна, держави СНД, Єгипет, Індія, В'єтнам;[22]
- TOB «Світловодський завод «Скло» виробляє гутне скло, різноманітні вази, плафони для світильників, стакани, декоративні вироби на індивідуальне замовлення винно-горілчаних підприємств;[23][24]
- TOB «Порцеляна» виготовляє порцеляновий посуд, сувенірні вази, шкатулки;

### Харчова промисловість
- ТОВ «Світловодський маслосирзавод»[25][26]

## Транспорт та інфраструктура

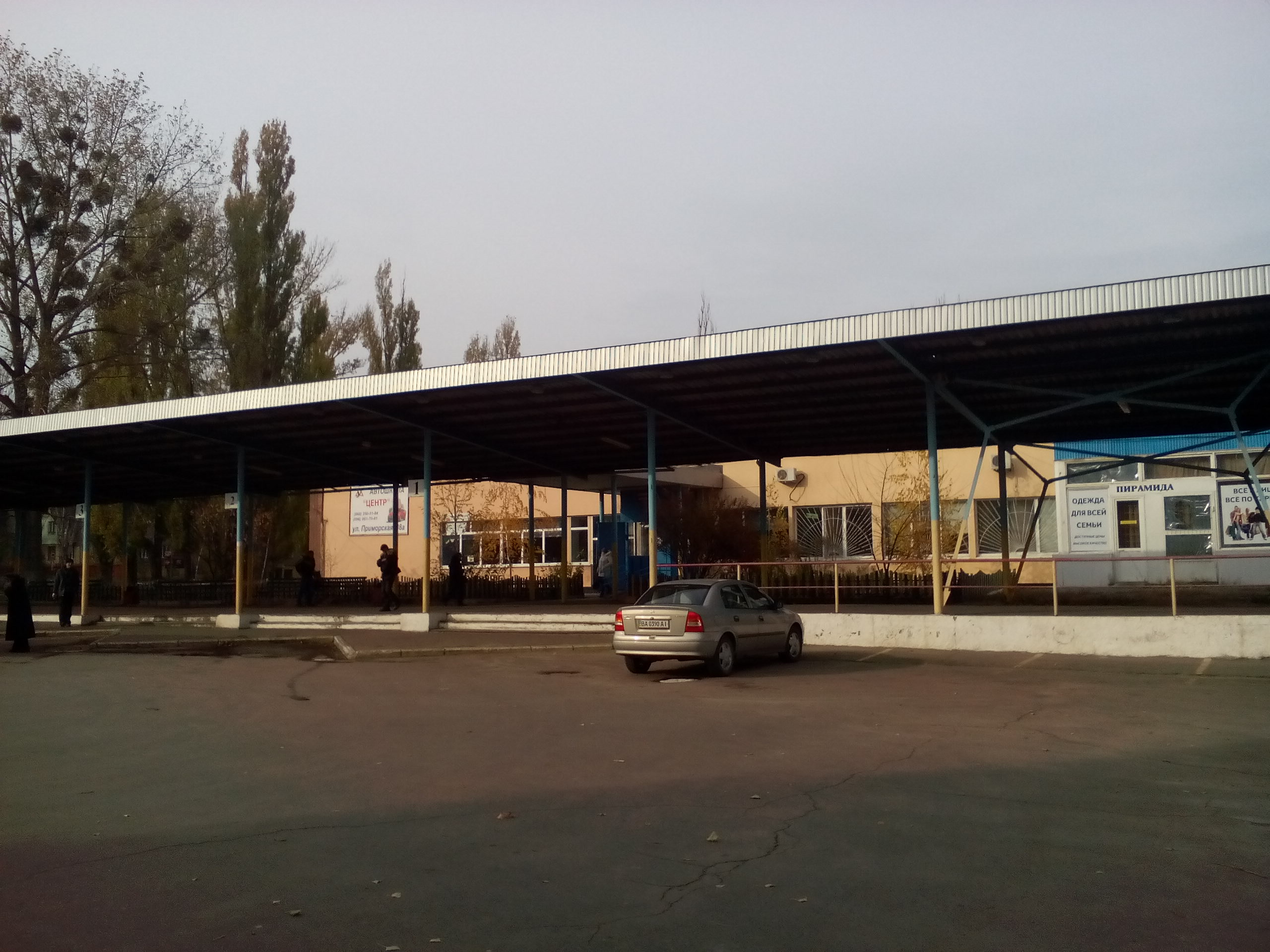
Автостанція

Транспортна система міста є достатньо розвиненою. Зовнішні зв'язки здійснюються автомобільним, залізничним та річковим транспортом. Територію міста перетинає магістральна залізнична лінія Користівка — Полтава. Приміська залізнична колія обслуговує пасажирів та головні промислові підприємства через мережу під'їзних колій. Їх загальна довжина 5,9 км.
Через Світловодськ проходять дві автодороги державного значення. У місті бере початок водовід Дніпро — Кропивницький, який забезпечує водою, окрім Світловодська, ще й міста обласного підпорядкування Олександрію, Знам'янку, Кропивницький.

## Освіта
У мережі освітніх закладів міста налічується 15 дошкільних, 9 денних загальноосвітніх навчальних закладів, 3 позашкільних заклади, вечірня школа, 2 школи інтернатного типу.

### Дошкільна освіта
Дошкільною освітою охоплені 1 655 дітей, що становить 74 % від загальної кількості дітей віком від 1 до 7 років. Функціонує 83 вікові групи. 15 з них є спеціалізованими.
Різнобічному розвитку нахилів та здібностей кожної дитини сприяють створені на базі ДНЗ гуртки «Веселі музики», ниткової графіки (ДНЗ № 12), «Золоті нотки», вишивання, юних футболістів (ДНЗ № 21), біологічний, «Зелена аптека» (ДНЗ № 5), англійської мови (ДНЗ № 7) тощо. На базі ДНЗ № 2, 3,6, 7, 19, 21, 25 створені умови для навчання в перших класах 290 дітей 6-річного віку.

### Шкільна освіта
6 004 учні здобувають освіту в загальноосвітніх навчальних закладах, 126 — у вечірній школі, 16 — за індивідуальною формою, 20 — за екстернатом, 298 дітей навчаються в інтернатних закладах.
Задоволенню потреб дітей у підвищеному та якісному рівні освіти, профільній підготовці сприяє діяльність гімназії (НВК № 4), спеціалізованих навчальних закладів з поглибленим вивченням іноземних мов (СЗНЗ № 3), предметів природничо-математичного профілю (СЗНЗ № 7), у яких навчається 977 учнів. 75 старшокласників ЗНЗ № 1 здобувають професію водіїв у профільних класах, 676 учнів відвідують факультативи.
Навчальні заклади міста забезпечені 119 комп'ютерами.

### Позашкільна освіта
Позашкільну освіту здобувають 2 800 учнів через систему гуртків трьох позашкільних закладів: ЦДЮТ, СЮН, ЦВПВ.
У місті проводяться традиційні заходи: фестивалі дитячої творчості «Шлях до успіху», екологічних бригад, юних пожежників, конкурс «Що? Де? Коли?», благодійні акції «Хай живе надія», ярмарки-продажі учнівських робіт, кошти від яких використовуються на благодійні акції.
Послідовно й цілеспрямовано проводиться оздоровлення дітей і підлітків на базі освітніх закладів. Усі 15 дитячих дошкільних закладів щороку працюють в оздоровчо-санаторному режимі.

### Середня спеціальна освіта
Світловодський політехнічний коледж заснований у 1988 році. Це навчальний заклад І рівня акредитації. У ньому можна набути таких спеціальностей: на базі 9 класів — програмування для електронно-обчислювальної техніки і автоматизованих систем; конструювання, виробництво та технічне обслуговування радіотехнічних пристроїв; технічне обслуговування та ремонт електронно-обчислювальної техніки; обробка матеріалів на верстатах та автоматичних лініях; економіка підприємств; на базі 11 класів — бухгалтерський облік; економіка підприємств (вечірня форма). Нині в технікумі навчається 660 студентів: 600 чоловік на денному і 60 на вечірньому відділеннях. Після закінчення коледжу студенти мають можливість продовжити навчання на другому-третьому курсах вищих навчальних закладів 3-4 рівня акредитації, з якими технікум має довгострокові договори про співробітництво.
Професійно-технічне училище № 5 засноване в листопаді 1975 року. Сьогодні воно готує спеціалістів за такими професіями: тракторист-машиніст сільськогосподарського виробництва; продавець непродовольчих товарів; оператор комп'ютерного набору; верстатник широкого профілю; продавець продовольчих товарів; електрогазозварник; кухар, кондитер; водій категорії «С». На базі училища проводяться курси перепідготовки спеціалістів за договором з міськрайцентром зайнятості населення. Щороку понад 200 чоловік набувають нових спеціальностей та влаштовуються на роботу на підприємства та в установи міста.

## Культура та мистецтво

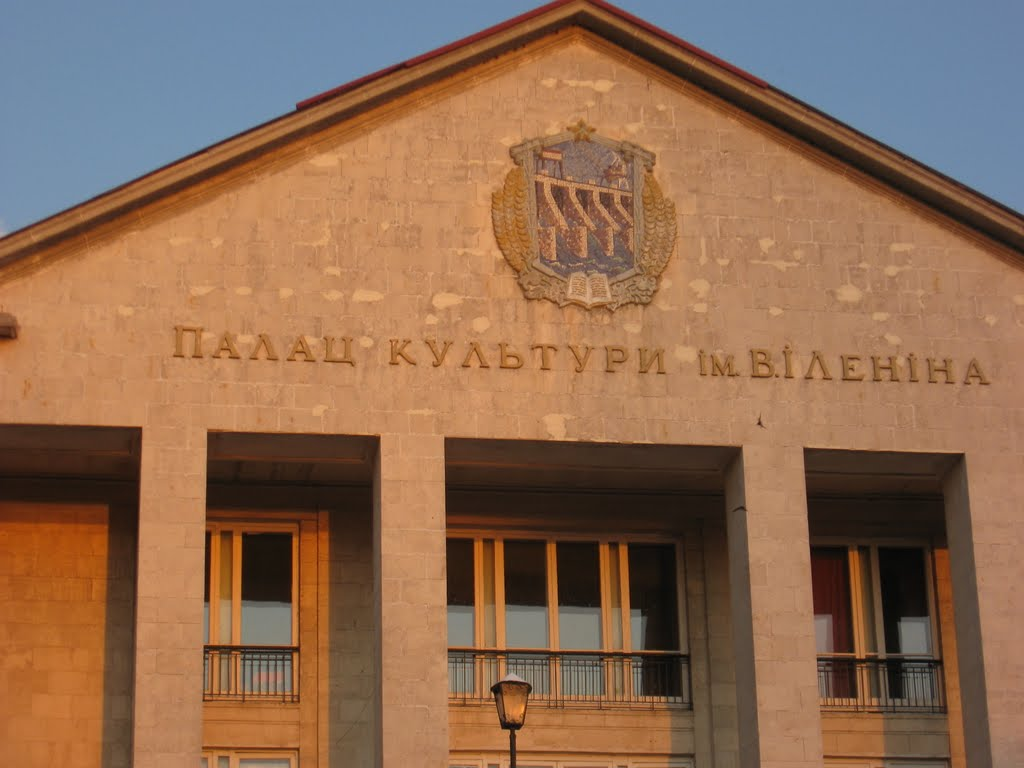
Палац культури

У сфері культури міста діє 16 закладів: два Будинки культури, 9 бібліотек, 4 школи естетичного виховання для дітей та міський краєзнавчий музей. Тут працюють 220 культосвітніх працівників.
У гуртках та колективах художньої самодіяльності займається понад 2 тис. чол. Особливого розвитку набуває театральне, циркове дитяче хореографічне мистецтво, народний вокальний спів. У місті працюють молодіжні гуртки естрадної пісні. Світловодські аматори відомі в області та за її межами. Вони є учасниками та переможцями численних обласних та всеукраїнських різножанрових конкурсів та фестивалів.
Характерною ознакою для шкіл естетичного виховання є високий рівень професіоналізму, виконавської майстерності викладачів та учнів.
Місто багате на талановитих людей. Світловодськ пишається своїми самодіяльними композиторами та поетами. У репертуарі музичних вокальних колективів пісні про рідний край на слова В. Сідуна, Ю. Френкеля, А. Загребельного, місцевих композиторів М. Донця, Д. Дейнеги. На багатих традиціях навчається і творча молодь Світловодщини. Улюбленицею глядача стала молода виконавиця власних пісень Юлія Алєксахіна.
У місті працюють вишивальниці, майстри з обробки дерева, килимарства, різьблення, виготовлення виробів з соломки. Серед них майстри В. В. Попов (медальєр), П. А. Бащук і І. М. Якименко (майстри з обробки дерева), М. В. Пасько (вишивальниця), К. Мельник, О. Овсянников (гончарі). Пейзажі рідного краю, життя його людей у творах відображають на своїх персональних виставках професійні художники В. Чумаченко, Н. Бойчук, В. Товкайло.

### Бібліотечна система
У місті працюють 2 дитячі бібліотеки, центральна бібліотека та 6 її філіалів.

### Краєзнавчий музей
У місті діє міський краєзнавчий музей, директор якого О. П. Аболмасова — лауреат обласної краєзнавчої премії імені В. Ястребова.
Музей розташовано у зеленій зоні, в приміщенні будинку, у якому колись проживав Герой Соціалістичної Праці, першобудівник міста М. Д. Карпов. На сьогоднішній день будинок є пам'яткою історії місцевого значення. У його фондах налічується майже 4,5 тис. предметів, що відображають історію краю.

### Пам'ятки міста
На території міста знаходиться 12 пам'яток історії, занесених до Державного реєстру. Більшість з них пов'язана з подіями Другої Світової війни.
Серед них пам'ятник на честь 20-річчя Перемоги над Німеччиною, і пам'ятник радянським воїнам, які загинули при форсуванні Дніпра; пам'ятний знак на честь членів підпільної групи та пам'ятний знак воїнам-землякам, чотири братські могили та ін.
У самому центрі міста знаходиться парк культури і відпочинку імені Тараса Шевченка, де в 1978 р. було встановлено пам'ятник Кобзарю (скульптор А.Мацієвський, архітектор А. Губенко)
Пам'ятником історії є будинок в якому жив Герой соціального праці М. Д. Карпов. Сьогодні в ньому розміщено міський краєзнавчий музей.
В 1975 р. під час будівництва водоводу «Дніпро-Кіровоград» було виявлено давнє поховання, яке датується IV-Ш ст. до. не. Сьогодні поховання є пам'ятнкою археології — ґрунтовим могильником скіфської культури.
Найбільше в місті пам'ятників монументального мистецтва на тему Другої Світової війни. В 1956 р. було перенесено із зони затоплення водосховищем Кременчуцької ГЕС на міський цвинтар пам'ятник з братської могили загиблих воїнів при звільнені Новогеоргіївська в грудні 1943 р. Того ж року тут було встановлено пам'ятник і перенесено могилу борців за Радянську владу, загиблих у 1918–1920 р. Пам'ятник встановлено в Хмельницькому мікрорайоні міста на могилі радянських воїнів, які загинули в боях за Табурище і Власівку.
На честь двадцятої річниці закінчення Другої Світової війни було встановлено обеліск (архітектури Самохвалов, Маяк, Мощенський).
В ознаменування 30-річчя закінчення Другої Світової війни на Приморському бульварі було відкрито пам'ятник загиблим при форсуванні Дніпра, сюди ж було перенесено з села Бугруватка і перепоховано рештки солдатів.
У боях на території краю у 1943 р. брали участь воїни 5 гвардійської повітряно — десантної дивізії, в пам'ять про їх подвиг на вул. Гагаріна встановлено пам'ятний технічний знак — літак МіГ-19.
Об'єктами архітектурної спадщини України у Світловодську є Палац культури і будинки по вул. Шевченко і вул. Чорноморівська, які були збудовані в 1954–1956 рр.
|                                  |                       |
| Пам'ятний знак радянським воїнам | Гармати біля обеліска |

## Туристична галузь
В Світловодську є низка піщаних пляжів на Дніпрі.
Управлінням культури і туризму спільно з міським краєзнавчим музеєм розроблені три туристичні маршрути: «Місця бойової слави Світловодська»; «Кременчуцька ГЕС: від початку будівництва — до наших днів»; «Подорож вулицями історичного середмістя».
У міському спортивному комплексі ім. А. Тузовського є усі можливості для занять різними видами спорту: міні-футбол, волейбол, гандбол, баскетбол, теніс, шейпінг, важка атлетика тощо; працює басейн. У акваторії водосховища щорічно проходить один із етапів Кубка Кременчуцького водосховища із вітрильного спорту.
На узбережжі Кременчуцького водосховища, та нижче ГЕС є багато туристичних баз, де зможете обрати відпочинок на власний смак, чи-то комфортабельний готель, чи дерев'яний будиночок, або ж просто неба у наметах — «дикунами» на острові теплими зоряними дніпровськими ночами.

## Екологія, охорона природи
З метою створення умов для збереження природної флори і фауни, ландшафтів створено 9 заповідних територій загальною площею до 286 га. Серед них комплексна пам'ятка природи місцевого значення «Придніпровські кургани», ботанічна пам'ятка природи місцевого значення «Степовий горб», ландшафтний заказник місцевого значення «Кінські острови», комплексна пам'ятка природи місцевого значення острів «Обеліск» (дві останні знаходяться в Кременчуцькому водосховищі).
Продовжуються роботи зі створення нових природно-заповідних територій, насамперед, Світловодського регіонального ландшафтного парку та ландшафтного заказника загальнодержавного значення «Білецьківські плавні-2».
На території м. Світловодська та Світловодського району виявлені декілька місць розміщення безгосподарських відходів. До цих місць не є обмеженим доступ, в зв'язку з чим населення проводить їх розкопки з метою вилучення лому та відходів чорних і кольорових металів. До складу відходів входять отруйні речовини, які породжують забруднення навколишнього середовища і негативно впливають на здоров'я людей.

## Відомі люди
В Світловодську народилися:
- Батяшов Сергій Олександрович (1983—2022) — український громадський діяч та військовик. Лейтенант Збройних сил України, учасник російсько-української війни.
- Бетін Сергій Юрійович (1974—2015) — солдат Збройних сил України, учасник російсько-української війни.
- Боровський Микола Степанович — український художник, член Спілки художників СРСР, заслужений художник УРСР.
- Боровський Станіслав Миколайович (нар. 1970) — радянський та український футболіст
- Бойко Вадим Леонідович (1962—1992) — журналіст, народний депутат України 1-го скликання.
- Космонавт Юрій Маленченко
- Головко Катерина Іванівна — депутат Верховної ради УРСР
- Ільїн Андрій Миколайович (1984—2015) — лейтенант Збройних сил України, учасник російсько-української війни.
- Конько Іван Кузьмич (1919—1944) — Герой Радянського Союзу.
- Лемешенко Євгеній Олегович (1995—2024) — старшина 1-ї статті Збройних сил України, учасник російсько-української війни. Герой України (посмертно).
- Носенко Артем В'ячеславович (1991—2015) — старший солдат Збройних сил України, учасник російсько-української війни.
- Пашинін Анатолій Анатолійович (1978—) — український та російський актор театру та кіно, доброволець Збройних сил України під час АТО.
- Селянко Лідія Сергіївна (* 1988) — українська художниця графік, живописець.
- Соколов Віктор Вікторович (1919—2002) — український поет.
- Хомчук Олег Васильович (1988—2014) — солдат Збройних сил України, загинув під Іловайськом.
- Цимбал Андрій Калинович (1916—2006) — український партизан, Герой Радянського Союзу.
- похований Шаповал Ігор Анатолійович (1975—2017) — майор міліції у відставці, молодший сержант Збройних сил України, розвідник, учасник російсько-української війни.
- Гошкодеря Валерій Анатолійович (1959—2013) — радянський та український футболіст, майстер спорту СРСР, батько футболіста Віталія Гошкодері.

## Міста-побратими
- Коростень, Україна
- Шорндорф, Німеччина